# Sam Maggs
Sam Maggs, née le 10 novembre 1988 à London en Ontario, est une auteure canado-américaine de livres, de bandes dessinées et scénariste de jeux vidéo. Elle est en particulier connue pour son travail sur The Fangirl's Guide to the Galaxy et Marvel Action: Captain Marvel . Le Toronto Star la considère comme l'ambassadrice de la fan culture canadienne.

## Biographie
Sam Maggs est née à London en Ontario au Canada. Elle attribue à ses parents son amour du « fandom geek », déclarant au Calgary Herald que « [Ses] parents étaient tous les deux de très grands nerds qui ont vu Star Wars plus de vingt fois au cinéma ». Elle a fait ses études à la Lester B. Pearson School for the Arts (en) et à la London Central Secondary School (en).
Elle a obtenu son baccalauréat en langue et littérature anglaises et en études cinématographiques de l'Université Western Ontario en 2010, où elle a étudié la littérature victorienne et la fiction à sensation. À l'automne 2016, elle fait la couverture de la Gazette des diplômés.
En plus de son baccalauréat, elle détient une maîtrise en littératures de la modernité de l'Université métropolitaine de Toronto, qu'elle termine en 2011.

## Carrière
Sam Maggs a commencé sa carrière d'auteure en tant que rédactrice du week-end pour le site Abrams Media Geekosystem, qui a ensuite été absorbé par le site The Mary Sue. À la suite de cette fusion, elle devient rédactrice associée.
En tant que journaliste spécialisée en divertissement, elle a également rédigé et contribué à des articles pour io9, Tor.com, Time Out London, National Post, Marie Claire, The Guardian, PC Gamer, BuzzFeed et Barnes & Noble.

### Livres
Alors qu'elle travaillait pour The Mary Sue, Sam Maggs a vendu son premier livre, The Fangirl's Guide to the Galaxy, à Quirk Books (en). Il a été publié en 2015. Une deuxième édition, intitulée Fangirl's Guide to the Universe et contenant un texte mis à jour et de nouvelles illustrations, a été publiée le 27 octobre 2020. Un journal guidé, The Fangirl's Journal for Leveling Up: Conquer Your Life Through Fandoms, est sorti le même jour.
Sam Maggs continue sur sa lancée avec Wonder Women: 25 Innovators, Inventors and Trailblazers Who Changed History, également de Quirk Books, en 2016. Qualifié d'« extraordinaire » par Entertainment Weekly, le livre partage les histoires de femmes notables dans les domaines des disciplines STIM, de l'aventure et de l'espionnage. En 2018, elle publie Girl Squads: 20 Female Friendships That Changed History avec Quirk Books, que Booklist qualifie de « fascinant et documenté de manière impressionnante ». Les deux ouvrages reflètent le désir de Sam Maggs de mette en avant les réalisations oubliées de femmes à travers l'histoire ainsi que le pouvoir des amitiés et du soutien entre femmes.
Sam Maggs a également écrit deux encyclopédies consacrées aux femmes super-héroïnes pour Dorling Kindersley : Marvel Fearless and Fantastic! Female Super Heroes Save the World, publié en 2018, et DC Brave and Bold !, publié en 2019.
En juin 2020, elle publie son premier roman jeunesse Con Quest! chez Imprint/Macmillan Publishers. L'histoire suit des jumeaux alors qu'ils échappent à leur sœur aînée pour avoir une chance de rencontrer l'une de leurs célébrités préférées à d'une convention géante sur la bande dessinée et la culture pop.
En juillet 2020, elle a publié son premier roman jeunes adultes, The Unstoppable Wasp: Built on Hope via Marvel Press. Le livre suit la troisième Guêpe, Nadia Van Dyne, alors qu'elle essaye d'équilibrer sa carrière scientifique, sa vie de super-héros, le stress et la tension qui accompagnent l'adolescence.
Ses livres ont été traduits en turc, portugais , coréen, et français.

### Bandes dessinées
Lors de sa première incursion dans la bande dessinée, Sam Maggs a écrit une histoire intitulée Legacy pour Star Trek : Waypoint #2 d'IDW Publishing en 2016. Son histoire raconte la vie de la toute première redshirt féminine de la série.
Sam Maggs a également écrit pour les adaptations de bandes dessinées de Jem and the Holograms (IDW), Rick & Morty (Oni Press), My Little Pony (IDW), Transformers (IDW), et Invader Zim (Oni Press). Elle est l'auteur de deux numéros de l'anthologie de bandes dessinées de Critical Role The Mighty Nein Origins publiée par Dark Horse Comics,,.
Elle a également écrit Marvel Action: Captain Marvel pour IDW, où l'ajout de personnages comme Squirrel Girl, Nadia Van Dyne « The Unstoppable Wasp » et Spider-Woman reflète son thème de prédilection : la force de l'amitié entre femmes.
Ses autres projets incluent l'adaptation manga VIZ Media du best-seller Fangirl de Rainbow Rowell, avec des illustrations de Gabi Nam, sorti le 13 octobre 2020. Son premier roman graphique original complet Tell No Tales: Pirates of the Southern Seas, co-créé avec Kendra Wells et publié par l'éditeur Abrams Books Amulet Books, est sorti le 9 février 2021. L'histoire tourne autour des aventures de piraterie réelles d'Anne Bonny et de Mary Read.

### Jeux vidéos
De 2016 à 2018, Sam Maggs a travaillé comme rédactrice associée pour le studio de jeux vidéo BioWare, où elle a contribué à l'écriture du pack Cards Against Humanity: Mass Effect. Elle a également écrit pour le jeu en ligne Anthem, en particulier les répliques du personnage asexué Ryssa Brin.
Après BioWare, Maggs a été une des scénaristes principales pour Insomniac Games. Elle a travaillé comme scénariste pour le DLC Marvel's Spider-Man: The City That Never Sleeps (en) et comme scénariste en chef pour Ratchet and Clank: Rift Apart avant de quitter le studio en janvier 2020. Elle a ensuite travaillé avec Sledgehammer Games en tant que scénariste pour la campagne de Call of Duty : Vanguard, qui a reçu des retours mitigées de la part des critiques et des fans.

## Récompenses et distinctions

### Fangirl's Guide to the Galaxy
- Amazon national bestseller[49]
- Barnes & Noble Bookseller's Top Pick, mai 2015[50]
- The Globe and Mail bestseller[51]
- Goodreads' Choice nominee in humor, 2015[51]
- YALSA (en) Top 10 Quick Picks for Reluctant Young Adult Readers selection, 2016[52]

### Wonder Women: 25 innovatrices, inventrices et pionnières qui ont changé l'histoire
- Amazon National Bestseller[53]
- Chicago Public Library's Best of the Best, 2016[54]
- IndieBound (en)'s Indie Next List Great Read selection, 2016[55]
- Ontario Library Association (en)'s Best Bets Top Ten Reads for Teens[56]
- ALA's Amelia Bloomer Book List, 2017[57]

### Con Quest!
- Kirkus Starred Review, 2020[58]

### Action Marvel: Capitaine Marvel
- Nommée pour le Joel Schuster Awards Dragon Award, 2020[59]

## Vie privée
Sam Maggs est ouvertement bisexuelle et tient à inclure la représentation queer dans ses écrits.

## Œuvres

### UniversStar Wars
- Jedi: Battle Scars, Pocket, coll. « Star Wars » no 202, 2024 ((en) Jedi: Battle Scars, Random House, 2023), trad. Renaud Thomas, 408 p.  (ISBN 978-2-266-34287-2)

### Autres livres
- (en) The Fangirl's Guide to the Galaxy, Quirk Books, 2015
- (en) Wonder Women: 25 Innovators, Inventors, and Trailblazers Who Changed History, Quirk Books, 2016
- (en) Girl Squads: 20 Female Friendships that Changed History, Quirk Books, 2018
- (en) Marvel Fearless and Fantastic!, DK, 2018
- (en) DC Brave and Bold!, DK, 2018
- (en) The Fangirl's Guide to the Universe, Quirk Books, 2020
- (en) The Fangirl's Journal for Leveling Up, Quirk Books, 2020
- (en) Con Quest!, Imprint/MacMillan, 2020
- (en) The Unstoppable Wasp: Built on Hope, Marvel, 2020

### Comics
- Marvel Action: Captain Marvel: Cosmic Cat-astrophe, vol. 1, SDI, 2020
- Marvel Action : Capitaine Marvel : AIM Small, vol. 2, SDI, 2020
- Tell No Tales: Pirates des mers du Sud, Amulet Books, 2020
- Fangirl, vol. 1, Viz Media, 2020
- My Little Pony/Transformers : l'amitié déguisée !, SDI, 2020
- Transformers: All Fall Down, vol. 3, SDI, 2020
- Mon petit poney : L'amitié c'est magique, vol. 18, SDI, 2020
- Rick et Morty Ever After, vol. 1, Presse Oni, 2021

### Comics à numéro unique
- Star Trek : Waypoint #2, IDW 2016
- Jem and the Holograms: Dimensions #3, IDW 2018
- Invader Zim #40, Oni Press 2019
- My Little Pony: Friendship is Magic #79-80, IDW 2019
- Marvel Action: Captain Marvel #1-6, IDW 2020
- Marvel Action: Captain Marvel #1-2, IDW 2020-
- My Little Pony/Transformers: Friendship in Disguise! #2-3, SDI 2020
- Transformers #7-9, IDW 2020
- Rick & Morty Ever After # 1, Oni Press 2021
- Critical Role: The Mighty Nein Origins - Jester Lavorre, Dark Horse Comics 2021[35]
- Critical Role: The Mighty Nein Origins – Nott the Brave, Dark Horse Comics 2022[36],[37]

### Jeux vidéos
- Cards Against Humanity: Mass Effect pack, BioWare, 2017
- Marvel's Spider-Man : La Ville qui ne dort jamais - La Guerre des gangs, Insomniac Games, 2018
- Anthem, BioWare, 2019
- Dungeons and Dragons: Dark Alliance, Wizards of the Coast, 2021[62]
- Scavengers, Midwinter Entertainment/Improbable, 2021[63]
- Ratchet and Clank: Rift Apart, Insomniac Games, 2021
- Call of Duty: Vanguard, 2021
- Tiny Tina's Wonderlands, Gearbox Software, 2022 [64]
- Star Wars: Knights of the Old Republic Remake, Aspyr, TBA (a quitté le projet en 2021[65])[66]

### Anthologies
- The Language of Doctor Who: From Shakespeare to Alien Tongue, Rowman & Littlefield Publishers, 2014
- Chicks Dig Gaming, Mad Norwegian Press, 2014
- Outside In 2: 125 Unique Perspectives on 125 Modern Doctor Who Stories by 125 Writers, ATB Publishing, 2015
- The Secret Loves of Geek Girls, Dark Horse, 2016
- Becoming Dangerous: Witchy Femmes, Queer Conjurers et Magical Rebels on Summoning the Power to Resist, Weiser Books, 2018